# هنردرمانی
فعالیت‌های خلاق روان درمانی با استفاده از مواد و روش‌های (هنری - دیداری - شنیداری) را هنر درمانی گویند.

## تاریخچه

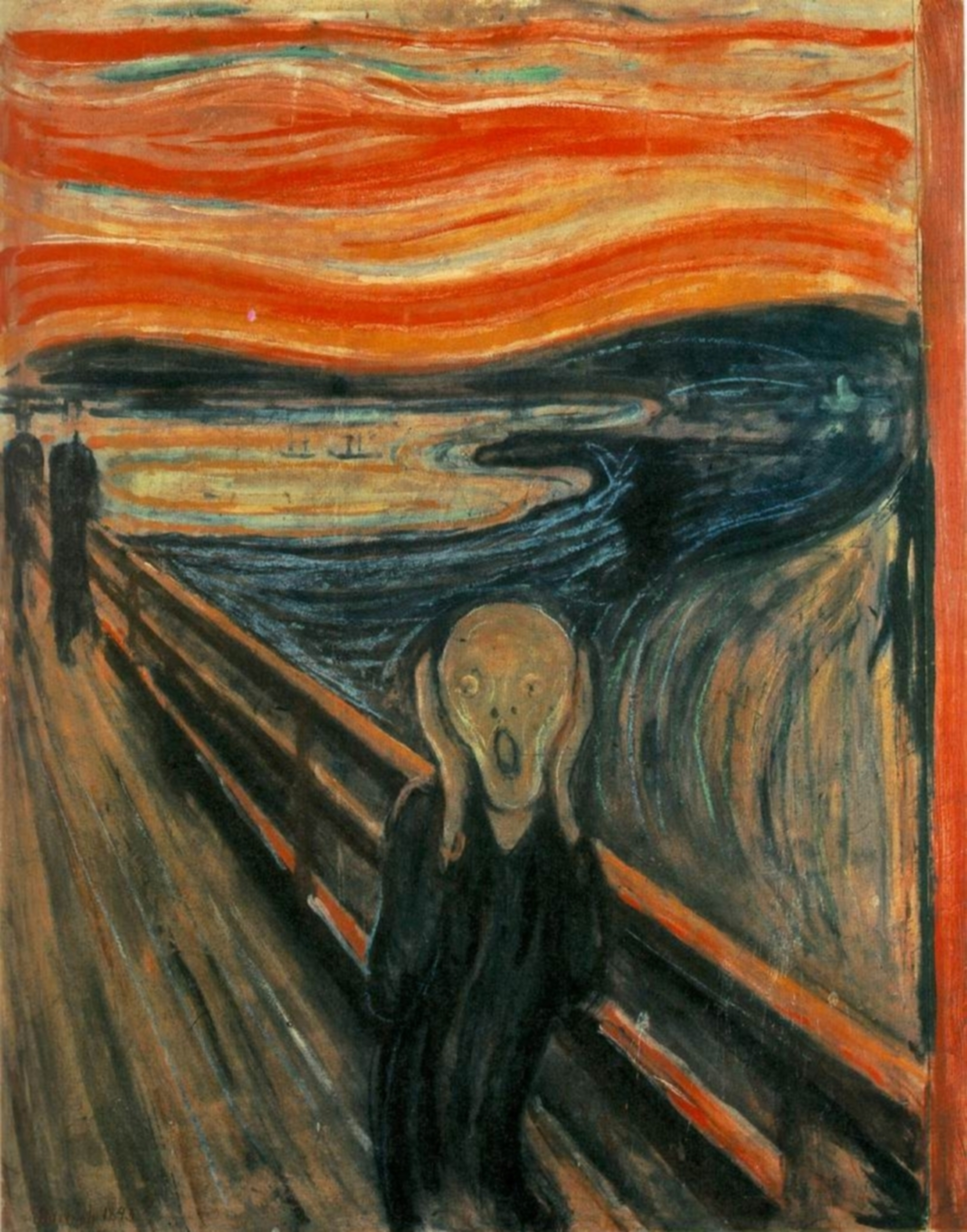
ادوارد مونک: جیغ (۱۹۱۲)

تاریخچه «بهداشت روانی» به قدمت بروز بیماری‌های روانی‌است؛ یعنی از همان اوایل زندگی اجتماعی انسان‌ها در بستر رودها آغاز و تا عصر حاضرتداوم داشته‌است. اما امروزه در رویکردهای سلامت نگر واژه «سلامتی» یک مؤلفه سه بعدی، روانی، اجتماعی، جسمانی محسوب می‌شود. که هیچکدام از این سه مؤلفه هرگز نمی‌توانند بدون اثر بخشی آن دیگران، سلامت روانی افراد و در نهایت جامعه را تأمین کنند.
اختلالات عاطفی و روانی، که به‌طور مداوم روبه تزاید است از جمله مهم‌ترین عوامل مؤثر در کاهش کیفیت زندگی در تمام جوامع بشریست. بر اساس تخمین سازمان جهانی بهداشت در حال حاضر ۲۵٪ جمعیت جهان از اختلالات روانی، رفتاری و عصبی در رنجند. [داویدیان، هاراملون،(۱۳۷۶) ] و [موری کریستوفرجی لویز، آلن دی(۱۳۷۶)]
بر طبق نتایج حاصل از طرح مطالعاتی وزارت بهداشت، درمان و آموزش پزشکی سال ۱۳۷۸ میزان شیوع اختلال روانی در جمعیت بالای ۱۵سال ایران ۲۱٪ گزارش شده که از این میان ۱۵/۱ در هزار جمعیت مبتلا به شدیدترین حالات بیماری‌های روانی‌اند. [محیط، احمد – شاه محمد، داود (۱۳۷۶) بر خلاف تصور عمومی نابهنجاریهای«روانی _ عاطفی» در میان کودکان و نوجوانان در قیاس با دیگر مقاطع سنی درصد بالاتری را به خود اختصاص داده‌است و تقریباً ۲۲٪ از دانش آموزان در طی یک سال، عوارض و نشانه‌های اختلالات روان شناختی را بر اساس معیارهای DSM-IV تجربه می‌کنند. اما کمتر از ۲۰٪ آنان از خدمات سلامت روانی بهرمند می‌شوند. این در حالی است که در میان اقشار کم در آمد، در صد کودکانی که در معرض خطرهای ناشی از بروز مشکلات روانی قرار دارند بیش از ۵۰٪ است [کاوه، محمد حسین و همکاران (۱۳۸۲)] از آنجا که خانواده و مدرسه از جمله مهم‌ترین نهادهای اجتماعی مرتبط با کودکان، هستند، لزوم آموزش والدین و مربیان در راستای ارتقاء سطح بهداشت روانی از ضروریات امروز جامعه ماست.
می‌توان برای مدارس به عنوان اصلی‌ترین پایگاه آموزشی کودکان با دارا بودن تنوع و گستردگی جمعیتی به مراتب بیشترازخانواده، کارکردی دوگانه قائل شد. از یکسو مدارس می‌توانند زمینه ساز افزایش وگسترش هر چه بیشتر مشکلات عاطفی – روانی کودکان باشند و از دگر سو با کارکردی پیشگیرانه در ارتقاء سطح آگاهی و به طبع کاهش اثرات مخرب رفتارهای نا هنجار روانی دانش آموزان بکوشند و موجبات تشخص تحصیلی و شخصیتی کودکان را فرهم آورند.
توجه به مقوله بهداشت روانی و جسمانی در مدارس باید به عنوان جزء لاینفک فرایند آموزشی و پژوهشی در جهت رفع موانع یادگیری حائز اهمیت تلقی شود. به یقین در پرتو چنین رویکردی می‌توان امیدوار بود که مدارس به عنوان محیطی که زمینه مساعدی برای تحقق روند یادگیری و افزایش سطح رفاه روانی – اجتماعی دانش آموزان را فراهم می‌کنند ارزیابی شوند.
نتایج حاصل از یک تحقیق [اصغرنژاد فرید، علی اصغر(۱۳۷۷) ]
برای تعیین میزان اثر بخشی آموزش‌های بهداشت روانی در مدارس راهنمایی شهر تهران در سال ۱۳۷۷ نشان می‌دهد که آثار این آموزه‌ها در افزایش توان سازش یافتگی دانش آموزان بسیار مؤثربوده‌است، بر اساس این یافته‌ها در مدارس مورد تحقیق ۸/۳۷ در صد از دانش آموزان دارای مشکلات روان شناختی بوده‌اند. که ۲۲ در صد این مشکلات رفتاری ،۱۰ درصد عاطفی و ۵ درصد رفتاری و عاطفی به صورت توأمان بوده‌اند. این در حالی است که به استناد نتایج تحقیقی مشابه [راهنما، علی‌اکبر – مهرداد، غلامعلی (۱۳۸۳)] در سال ۱۳۸۲ نسبت به کارگیری نیروی متخصص تحت عنوان «مراقب بهداشتی» در سطح استان همدان ۱ به ۳۱۰۲ نفربوده. به عبارت ساده‌تر به ازای هر ۳۱۰۲ نفر دانش آموز صرفاًیک مراقب بهداشت وجود دارد. این تناسب برای معلمین پرورشی شاغل در مدارس نیز رقم، یک به ۶۹۴ است در حالی که بر اساس همین تحقیق در کشورهای توسعه یافته، این نسبت از۱ به۵۶۰ مراقب بهداشت و ۱به ۲۵۰ معلم پرورشی در نوسان می‌باشد.
به استناد همین منابع می‌توان به اختلاف فراوان ما با کشورهای پیشرفته در زمینه تربیت و به کارگیری نیروهای متخصص برای مراقبتهای بهداشتی – روانی در مدارس پی برد. حال اگر به موازات کمبود نیروی انسانی متخصص به معضل استفاده از روش‌های کم تأثیر در راستای ارتقاء سطح بهداشت روانی دانش آموزان در مدارس نیز نیم نگاهی داشته باشیم، شاید به درکی واقع بینانه تر از این معضل برسیم.
امروزه یکی از شیوه‌های نوین مقابله با ناراحتی‌های روانی – عاطفی که در سطح جهان مورد تأکید قرار گرفته و استفاده از آن کم‌کم به صورت گسترده‌ای رواج یافته، بهره‌گیری از تکنیک‌های «هنر درمانی» است که خوشبختانه بر پایه مطالعات بعمل آمده مصاد یقی از شناخت و استفاده‌های اولیه از آن طی چند سال اخیر در کشورمان نیز دیده شده‌است و حتی در این زمینه چند مقاله پژوهشی نیز به طبع رسیده که در ادامه این گفتارذکری از آن‌ها نیز به میان خواهد آمد.

## پیشینه هنردرمانی

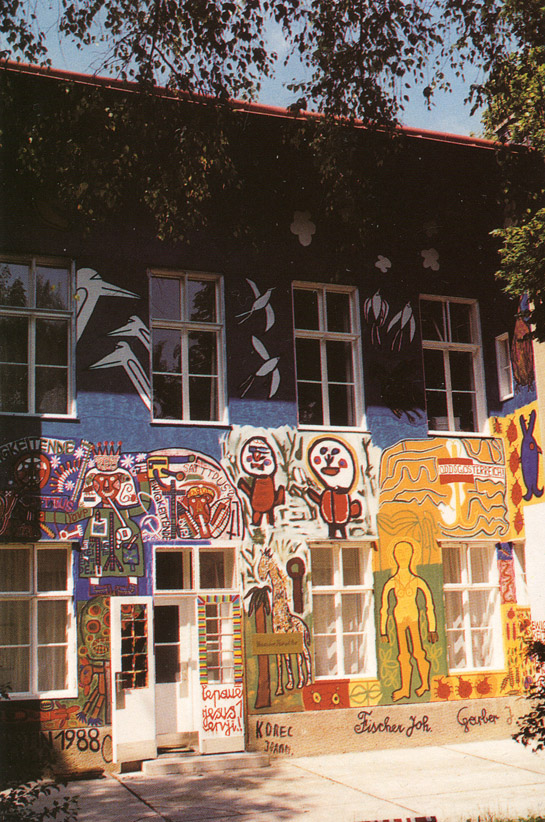
Künstlerhaus Gugging

هرچند مبحث هنردرمانی ازدیرباز مورد توجه اندیشمندان و فیلسوفان ازجمله ارسطو بوده و کارکردهای درمانی هنر با عناوینی چون «کاتارسیس» و «پالایش روانی» از هزاران سال قبل مطرح گشته، اما کاربرد روان شناسانهٔ هنر به شکل امروزی نخستین بار توسط زیگموند فروید ارائه شد و دیری نپایید که هنر و روانکاوی از تأثیرات متقابل یکدیگر بهره‌ها بردند [ توماس، گلین – سیلک، آنجل – (۱۳۷۰)]. فروید در تعدادی از رساله‌ها و نوشته‌های خود به روانشناسی هنرمند و تأثیرات روانشناسانه آثار هنری بر مخاطبان اشاره‌های مستقیمی دارد و فعالیت‌های هنری را به مثابه ابزاری نیرومند جهت تحلیل روانکاوانه شخصیت مورد ارزیابی جدی قرار می‌دهد. سال‌ها بعد (۱۹۵۸) کرامر مشخصا به منظور رفع اختلالات هیجانی در کودکان به شیوه نقاشی درمانی متوسل شد. وی هدف هنر درمانی را ایجاد موقعیتی برای انتخاب و تغییر رفتارها می‌داند و به باور او این کار فرصتهایی را برای تجربه مجدد تعارضها پدید می‌آورد، تا از این راه به رفع، تحلیل، یا پاسخگویی آن‌ها بپردازد.

## هنردرمانی
هنردرمانی (Art therapy) از دیدگاه فیلیپ ویلیامز انجام فعالیت‌های خلاق با استفاده از مواد و روش‌های (هنری - دیداری -شنیداری) را هنردرمانی گویند. [ویلیامز، فیلیپ -(۱۳۷۵)] هدف از فعالیت‌های هنر درمانگرانه رشد هویت، شخصیت و نیزبرانگیختن احساس موفقیت درکودکان از طریق ابزارهای ابتکاری خودمحور است.
سایمون معتقد است که هنر در مانی یا روان در مانی هنری مستلزم توجه به نیازهای روانی بیماران، نظیر نیاز به آزادی، اظهار وجود و آرامش است وبر همین اساس نیازمند توجه به جزئیات مهارت‌های هنری نیست و فعالیت‌ها و تولیدات هنری را نه به خاطر رویکرد زیبایی شناسانه آن‌ها بلکه به دلیل نقش روانکاوانه و درمانگرشان مورد توجه قرار می‌دهد.

## هنردرمانگر
هنردرمانگر در اصطلاح به شخصی گفته می‌شود که با شناخت و احاطه بر جوانب مختلف هنر و روان‌شناسی وبا کمک یک تیم متشکل از پزشکان و هنرمندان تلاش می‌کند با بهره‌گیری از شیوه‌های هنری ویژه به درمان‌گیر کمک کند تا مکنونات غیر کلامی خود را در قالب اثری بدیع و خلاق به منصهٔ بروز و اظهار برساند.
یک درمانگر با چنین هدفی می‌تواند جلسات درمانی خود را بسته به شرایط به صورت انفرادی، خانوادگی یا گروهی هدایت کند. همچنین تفکیک جنسیتی در بعضی از موارد خاص جایز خواهد بود. درمانگر متخصص در به‌کارگیری شیوه‌های مختلف هنردرمانی معولاً مطالب موردبحث و ابزار موردنیاز خود را ازقبل آماده کرده و هیچگاه بدون تمهید مقدمات و آمادگی کامل جلسه درمان را آغاز نخواهد کرد.

## هنردرمانی گروهی
هنردرمانی گروهی (Group - Therapy) فرایندی است که کیفیت شفابخش و درمانی هنر را با روان درمانی گروهی تلفیق می‌کند. در اجرای هرگونه فعالیت گروهی هنردرمانی، افرادی در فرایند اصلی آفرینش درگیرند و باید به نحوی کارشان را با دیگران به اشتراک بگذارند تا اعضای گروه بتوانند دربارهٔ کارشان هم درخلال فرایند تولید و هم پس از آن به بحث و گفتگوی تحلیلی بپردازند.
پیامد این مشارکت جمعی خلق اثری هنری است، که جنبه‌های روانشناسانه آن برتوانمندی‌های هنری اثر ارجحیت دارد. اثر هنری حاصل‌شده در نتیجهٔ چنین فرایندی می‌تواند به مثابه فرصتی باشد برای به اشتراک گذاشتن انگیزه‌ها، تحلیل‌ها، شیرینی در ادراک دیداری و فرافکنی تعارضات و هیجانات سرکوب‌شده درمان‌گیران.

## نقاشی‌درمانی
نقاشی‌درمانی شاخه‌ای از هنردرمانی است.نقاشی درمانی یکی از روش های نوین درمانی و بهبودکیفیت زندگی افراد می باشد.این روش به خصوص برای کودکان که ارتباط گیری کلامی با آن ها سخت تر است،باعث آشنایی بیشتر با دنیای آن ها می شود.
 هدف نقاشی درمانی فراهم آوردن فرصتی برای افراد بود تا از طریق رنگ ها و خطوط؛ احساسات،عواطف،نیازها و حتی دانسته های خود را آزادانه و به نحوی که مایل هستند بیان کنند.نقاشی مانند پلی میان دنیای درون و واقعیت های بیرونی قرار می گیرد.نقاشی بیش از آن که در تشخیص اختلال های روانی بزرگسالان مفید باشد،در شناخت و درمان مشکلات کودکان سازش نیافته،پرخاشگر و بیقرار مناسب تر است و برای این گونه کودکان زمینه ای فراهم می کند تا قابلیت و خلاقیت خود را بروز دهند.

## نمایش‌درمانی
نمایش‌درمانی شاخه‌ای از هنردرمانی است.
1. تغییرمسیر سالمندی

1. ↑  mental health
2. ↑  Helth Oriented
3. ↑  داوید یان‌ها راملون،(۱۳۷۶) «بحثی کوتاه دربارهٔ اولویت‌های بهداشت روانی درجمهوری اسلامی ایران» فرهنگستان علوم پزشکی، گروه علوم بهداشتی و تغذیه تهران
[پیوند مرده]
4. ↑  موری کریستوفرجی لویز، آلن دی (۱۳۷۶)- "بارجهانی بیماریهاً - ترجمه پژمان شادپور - وزارت بهداشت ودرمان و آموزش پزشکی تهران
[پیوند مرده]
5. ↑  محیط، احمد – شاه محمد، داود (۱۳۷۶) –«ارزشیابی کشوری بهداشت روانی»، اندیشه ورفتار - صفحات۳،۵و۱۵  بایگانی‌شده  در ۱۰ مه ۲۰۱۱ توسط Wayback Machine
6. ↑  کاوه، محمد حسین- شجاعی زاده، دکتر داود- شاه محمدی، دکتر داود – افتخار اردبیلی، دکتر حسین (۱۳۸۲) «نقش معلمان درزمینه بهداشت روانی در مدارس ابتدایی» - فصل نامه پایش بایگانی‌شده  در ۱۰ مه ۲۰۱۱ توسط Wayback Machine
7. ↑  ۱- اصغرنژادفرید، علی اصغر(۱۳۷۷) – " تعیین میزان اثر بخشی آموزشهای بهداشت روانی
در مدارس راهنمایی شهر تهران"، آموزش و پرورش تهران - [پیوند مرده]
8. ↑  راهنما، علی‌اکبر – مهرداد، غلامعلی (۱۳۸۳) – «بررسی وضعیت بهداشت روانی وجسمانی دانش آموزان دیر آموز و عادی در مدارس استان همدان» – دوماهنامه علمی پژوهشی دانشگاه شاهد [پیوند مرده]
9. ↑  Catharsis
10. ↑  توماس، گلین – سیلک، آنجل – (۱۳۷۰) - «مقدمه‌ای بر روانشناسی نقاشی کودکان» - ترجمه عباس مخبر - تهران - نشر طرح نو بایگانی‌شده  در ۲ ژوئیه ۲۰۱۱ توسط Wayback Machine
11. ↑  Edith Kramer
12. ↑  ویلیامز، فیلیپ -(۱۳۷۵) «فرهنگ کودکان استثنائی» -احمد به پژوه وهمکاران-تهران - نشر بعثت بایگانی‌شده  در ۲۲ فوریه ۲۰۱۴ توسط Wayback Machine
13. ↑  Saimon R.M –-۱۹۹۷-«Symbolic Images in Art as Therapy»
London – Routledge
14. ↑  مراجعه کنید به نقاشی‌درمانی
15. ↑  مراجعه کنید به نمایش‌درمانی